# Theo Lindstein
Theo Lindstein, född 5 januari 2005 i Gävle, är en svensk professionell ishockeyspelare (back) som spelar för Brynäs IF i SHL.

## Klubbar
- Brynäs IF 2022-